# おおぐま座ラムダ星
おおぐま座λ星（おおぐまざラムダせい、λ UMa / λ Ursae Majoris）は、おおぐま座の恒星で3等星。

## 概要
3.45等と、3等星と4等星の境の明るさで、こじし座との境界近くにある。スペクトル分類では準巨星とされているが、中心核での水素核融合の終わりが近付いている主系列星の段階であり、準巨星になるにはあと1億年程度を要すると考えられている。恒星大気中にユウロピウムなどの希土類元素や亜鉛が多く、逆にカルシウムが少なくなっている。これは、48km/sとこのクラスの恒星としては自転速度が遅く、重力と中心核からの放射のバランスが通常の恒星と異なることによるものとされる。

## 名称
固有名のタニア・ボレアリス (Tania Borealis) は、アラビア語で「2番目の足あと」を意味する al-qafza al-thāniyaという言葉に由来する。これは元々λ星とμ星のペアに付けられていた名前で、ι星とκ星のペア、ν星とξ星のペアと共に、「ガゼルの足あと」という意味の qafazāt al-ẓibā というアラビアのアステリズムの一部であった。λ星にはラテン語で「北」を意味する Borealis が、μ星には「南」を意味する Australis が付けられている。2016年7月20日、国際天文学連合の恒星の固有名に関するワーキンググループは、Tania Borealis をおおぐま座λ星の固有名として正式に承認した。